# 밀드레드 솔로몬
밀드레드 솔로몬(Mildred Z. Solomon)은 미국의 윤리학자이다.

## 같이 보기
- 생명윤리학